# Scopula orientalis
Scopula orientalis là một loài bướm đêm trong họ Geometridae.